# Saint-Hyacinthe
Saint-Hyacinthe – miasto w Kanadzie, w prowincji Quebec, w regionie Montérégie i MRC Les Maskoutains. Miasto położone jest nad rzeką Yamaska. Nazwa miasta pochodzi od polskiego świętego, Jacka Odrowąża (fr. Hyacinthe de Cracovie).
Liczba mieszkańców Saint-Hyacinthe wynosi 51 616. Język francuski jest językiem ojczystym dla 96,4%, angielski dla 0,6% mieszkańców (2006).